# China Railways SS5
A China Railways SS5 sorozat egy kína i 25 kV 50 Hz váltakozó áramú, Bo'Bo' tengelyelrendezésű prototípus villamosmozdony-sorozat. A hetedik ötéves terv egyik pontja egy saját fővonali villamosmozdony kifejlesztése. Összesen 2 db-ot gyártott belőle a Zhuzhou Electric Locomotive Works 1991-ben. A mozdony tervezésénél a cél a fejlett nyugati technológiák alkalmazása. Az SS5 maximális sebessége 140 km/h, teljesítménye pedig 3200 kW, fékezéskor képes az energia-visszatáplálásra.
A mozdony számos tervezési problémával küzdött: például nagy volt a rugózatlan tömege, így sorozatgyártásra nem került. A szerzett tapasztalatokat felhasználták a későbbi China Railways SS8 mozdonysorozathoz.
Jelenleg mindkét mozdony múzeumban van.